# Michele Cordeiro
Michele Cordeiro (Osasco, 19 de abril de 1993) é uma musicista brasileira.
Já acompanhou artistas de renome nacional, como Emicida, Paulo Miklos, Gaby Amarantos e Pitty e realizou apresentações em grandes palcos como Rock in Rio e Lollapalooza Brasil e shows no exterior.
É ativista ambiental, sendo embaixadora do WWF-Brasil.

## Carreira
Ganhou um violão dos seus pais com nove anos, quando começou a fazer aulas, e desde os 14 anos de idade toca profissionalmente. Fez faculdade e se formou com bacharelado em guitarra.
Entre 2018 e 2022, integrou a banda do programa televisivo SóTocaTop, da Rede Globo, tocando guitarra, violão e cavaquinho.
Em 2019, integra a banda Vespas Mandarinas.
Com Emicida, participa da Turnê AmarElo, entre 2020 e 2024. Em 2021, grava o álbum e vídeo Amarelo - Ao Vivo, com atuação na guitarra e na voz.
Em 2022, lança o álbum Elemental, construído a partir de pesquisas musicais acerca dos sons da natureza e cenários naturais em confluência ao gênero do rock, em que toca acompanhada de Michelle Abu (percussão) e Helena Papini (baixo).
Em 2023, foi indicada na 7ª edição da premiação Women’s Music Event (WME) Awards na categoria "Instrumentista".
Em 15 de março de 2024, grava o álbum Paulo Miklos ao vivo.
Em 2024, acompanhou a cantora paraense Jaloo em seu novo show “Jaloo: 3 eras”.